# Шана (улус)
Шана́ (Шана́н) (бур. Шанаа) — улус в Селенгинском районе Бурятии. Входит в сельское поселение «Селендума».

## География
Улус расположен в степной местности, в 2,5 км к северо-западу от центральной части села Селендума, по юго-восточной стороне Джидинского тракта — региональной автодороги Р440 Гусиноозёрск — Закаменск. При въезде в селение находится автозаправочная станция. В 800 метрах к северо-востоку от улуса, по той же стороне трассы, лежит небольшое озеро Тором. От улуса Шана, ответвлением на запад от трассы Р440, начинается автодорога местного значения в Иройское сельское поселение, до центра которого, улуса Ташир — 31 км.

## Население
| 2002 | 2010 |
| ---- | ---- |
| 264  | ↗267 |

## Инфраструктура
Начальная общеобразовательная школа, сельский клуб.